# Allan Kaprov
Allan Kaprov (23. kolovoza 1927. Atlantic City – 5. travnja 2006., Encinitas pored San Diega) bio je američki slikar, tvorac i teoretičar happeninga.
Njegovi rani radovi slike i asamblaži su vezani za apstraktni ekspresionizam, dok kasnije u SAD se veže za umjetnost krajolika. Najpoznatiji je kao tvorac i teoretičar happeninga i 1967. godine je publikovao teoriski rad „Okupljanje, krajolici i happening“ ("Assemblage, Environments and Happenings"). Kaprov je studirao umjetnost, povijest umetnosti i skladateljstvo. Bio je pod utjecajem John Cagea kao i apstraktnog ekspresionizma (Jackson Pollocka). U centru njegovog djela stoji prostor i posjetitelji.

## Vanjske poveznice
- Artcyclopedia Page for Allan Kaprow
- Overflow: A Reinvention of Allan Kaprow's Fluids, May 26–27, 2008
- Allan Kaprow, 18 Happenings in 6 Parts, November 9/10/11 2006